# Hoja
Hoja je glavna oblika živalskega lokomocije na kopnem in jo razlikujemo od teka in plazenja. Od teka se v splošnem loči po tem, da je v zraku le eno od stopal: tek se za ljudi in druge dvonožce začne, ko se od tal pri vsakem koraku dvigneta obe stopali. To razlikovanje ima pri tekmovanjih v hitri hoji formalen pomen in pogosto celo na olimpijskih igrah pripelje do diskvalifikacije. Konji in druge štirinožne vrste lahko tečejo na različne načine, pri hoji pa na tleh ostajajo tri stopala.